# Genklang
Genklang er en dansk kortfilm fra 1998, der er instrueret af Martin Sundstrøm.

## Handling
To mænd ankommer til en parkeringsplads i en lille gul elbil, medbringende en mistænkelig sort plastiksæk. Den skal gemmes af vejen i en kælder, før det er for sent. Det sker dog ikke uden problemer, for de to mænd er ikke alene i kælderen.

## Medvirkende
- Søren Vejby
- Kasper Gaardsøe
- Søren Hytom Jensen
- Lars Bruun
- Jakob Grue Simonsen